# Panagaeus cruciger
Panagaeus cruciger  (лат.) — вид жужелиц из подсемейства Harpalinae.

## Описание
Жук длиной около 11,5 мм. Усики на конце с несколькими рыжеватыми волосками. Надкрылья черные с четырьмя крупными рыжими пятнами. Одна пара расположена близко к основанию, а другая — около вершины.

## Распространение
Вид встречается на востоке США от Нью-Йорка до Флориды. На восток до Техаса. 